# Synaldis sincera
Synaldis sincera är en stekelart som beskrevs av Papp 1994. Synaldis sincera ingår i släktet Synaldis och familjen bracksteklar. Inga underarter finns listade i Catalogue of Life.